# Stefano Bellotto
Stefano Bellotto (6 aprile 1969) è un velocista italiano.

## Biografia
Pur non avendo mai preso parte a competizioni di livello internazionale (fatta eccezione per i campionati europei a squadre di Leiria 2009), in carriera ha vestito sette volte la maglia di campione italiano: cinque volte nella staffetta 4×100 metri, una volta nella staffetta svedese e una volta nella staffetta 4×1 giro indoor.
Dopo l'attività agonistica nelle categorie assolute, ha continuato a praticare l'atletica leggera nelle categorie master, ottenendo buoni risultati soprattutto come membro delle squadre di staffette, con ben due migliori prestazioni italiane nella staffetta 4×100 metri nelle categorie MM40 e MM45.

## Record nazionali

### Master
- Staffetta 4×100 metri:
  - MM40: 44"27 ( San Biagio di Callalta, 16 giugno 2018)
  - MM45: 44"34 ( Bussolengo, 26 maggio 2018)
- 150 metri piani MM35: 16"27 ( Treviso, 2 settembre 2006)

## Progressione

### 100 metri piani
| Stagione | Tempo | Luogo             | Data      | Rank. Mond. |
| -------- | ----- | ----------------- | --------- | ----------- |
| 2013     | 11"51 | Marcon            | 11-5-2013 |             |
| 2012     | 11"39 | Vicenza           | 19-5-2012 |             |
| 2010     | 11"49 | Padova            | 12-6-2010 |             |
| 2009     | 11"36 | Nembro            | 22-7-2009 |             |
| 2008     | 10"98 | Pergine Valsugana | 12-7-2008 |             |
| 2006     | 10"69 | Rosà              | 28-6-2006 |             |
| 2005     | 10"79 | Conegliano        | 16-6-2005 |             |
| 2004     | 10"53 | Trento            | 28-8-2004 | 588º        |
| 2003     | 10"41 | Rieti             | 2-8-2003  | 286º        |
| 2002     | 10"45 | Modena            | 18-5-2002 | 347º        |
| 2001     | 10"44 | Ravenna           | 19-5-2001 | 316º        |
| 2000     | 10"42 | Milano            | 6-9-2000  |             |
| 1999     | 10"46 | Borgo Valsugana   | 30-7-1999 |             |
| 1998     | 10"57 | Brunico           | 29-8-1998 |             |

### 200 metri piani
| Stagione | Tempo | Luogo     | Data      | Rank. Mond. |
| -------- | ----- | --------- | --------- | ----------- |
| 2012     | 23"08 | Cles      | 7-6-2012  |             |
| 2010     | 23"43 | Marcon    | 16-5-2010 |             |
| 2005     | 21"88 | Palmanova | 24-7-2005 |             |
| 2004     | 21"43 | Firenze   | 11-7-2004 |             |
| 2003     | 21"24 | Modena    | 18-5-2003 | 515º        |
| 2002     | 21"16 | Modena    | 18-5-2002 | 408º        |
| 2001     | 20"87 | Mezzano   | 20-8-2001 | 173º        |
| 2000     | 21"20 | Milano    | 7-9-2000  |             |
| 1999     | 21"23 | Pescara   | 4-7-1999  |             |
| 1998     | 21"31 | Bologna   | 10-5-1998 |             |
| 1997     | 20"97 | Milano    | 6-7-1997  |             |

### 60 metri piani indoor
| Stagione | Tempo | Luogo             | Data      | Rank. Mond. |
| -------- | ----- | ----------------- | --------- | ----------- |
| 2011/12  | 7"31  | Padova            | 11-2-2012 |             |
| 2009/10  | 7"15  | Pergine Valsugana | 6-2-2010  |             |
| 2005/06  | 6"91  | Modena            | 14-1-2006 |             |
| 2004/05  | 6"89  | Ancona            | 19-2-2005 |             |
| 2003/04  | 6"96  | Ancona            | 31-1-2004 |             |
| 2000/01  | 7"02  | Torino            | 24-2-2001 |             |

### 200 metri piani indoor
| Stagione | Tempo | Luogo  | Data      | Rank. Mond. |
| -------- | ----- | ------ | --------- | ----------- |
| 2004/05  | 22"25 | Ancona | 20-2-2005 |             |
| 2003/04  | 21"76 | Genova | 22-2-2004 |             |
| 2002/03  | 21"43 | Genova | 2-3-2003  | 132º        |
| 2000/01  | 21"81 | Torino | 25-2-2001 |             |
| 1999/00  | 21"98 | Genova | 13-2-2000 |             |
| 1998/99  | 22"23 | Genova | 21-2-1999 |             |

## Campionati nazionali
- 5 volte campione italiano assoluto della staffetta 4×100 metri (1993, 1999, 2003, 2004, 2005)
- 1 volta campione italiano assoluto della staffetta svedese 100+200+300+400 metri (1995)
- 1 volta campione italiano assoluto della staffetta 4×1 giro indoor (2005)

1993
- Oro ai campionati italiani assoluti, staffetta 4×100 metri - 39"83

1995
- Oro ai campionati italiani assoluti, staffetta svedese 100+200+300+400 metri - 1'50"45

1997
- 5º ai campionati italiani assoluti, 200 metri piani - 20"97

1999
- Eliminato in batteria ai campionati italiani assoluti indoor, 200 metri piani - 22"23
- 7º ai campionati italiani assoluti, 200 metri piani - 21"23
- Oro ai campionati italiani assoluti, staffetta 4×100 metri - 39"65

2000
- Eliminato in semifinale ai campionati italiani assoluti indoor, 200 metri piani - 22"09
- 5º ai campionati italiani assoluti, 100 metri piani - 10"46
- Bronzo ai campionati italiani assoluti, 200 metri piani - 21"20

2001
- Eliminato in batteria ai campionati italiani assoluti indoor, 60 metri piani - 7"02
- Eliminato in semifinale ai campionati italiani assoluti indoor, 200 metri piani - 22"06
- 4º ai campionati italiani assoluti, 100 metri piani - 10"58
- 7º ai campionati italiani assoluti, 200 metri piani - 21"18

2002
- Eliminato in semifinale ai campionati italiani assoluti, 100 metri piani - 10"55

2003
- Eliminato in batteria ai campionati italiani assoluti indoor, 200 metri piani - 21"43
- 5º ai campionati italiani assoluti, 100 metri piani - 10"56
- Oro ai campionati italiani assoluti, staffetta 4×100 metri - 39"37

2004
- Eliminato in batteria ai campionati italiani assoluti indoor, 60 metri piani - 7"00
- Argento ai campionati italiani assoluti indoor, 200 metri piani - 21"76
- Eliminato in batteria ai campionati italiani assoluti, 100 metri piani - 10"84
- Eliminato in batteria ai campionati italiani assoluti, 200 metri piani - 21"43
- Oro ai campionati italiani assoluti, staffetta 4×100 metri - 40"02

2005
- 8º ai campionati italiani assoluti indoor, 60 metri piani - 6"89
- Eliminato in batteria ai campionati italiani assoluti indoor, 200 metri piani - 22"25
- Oro ai campionati italiani assoluti indoor, staffetta 4×1 giro - 1'27"10
- Oro ai campionati italiani assoluti, staffetta 4×100 metri - 40"01

2006
- Eliminato in semifinale ai campionati italiani assoluti indoor, 60 metri piani - 7"01
- Argento ai campionati italiani assoluti, staffetta 4×1 giro - 1'28"20
- Argento ai campionati italiani assoluti, staffetta 4×100 metri - 40"67

2012
- Argento ai campionati italiani master, 100 metri piani MM40 - 11"24
- Argento ai campionati italiani master, 200 metri piani MM40 - 22"72